# Падина Маре (Мехединци)
Падина Маре (рум. Pădina Mare) насеље је у Румунији у округу Мехединци у општини Падина. Oпштина се налази на надморској висини од 261 m.

## Становништво
Према подацима из 2002. године у насељу је живело 364 становника, од којих су сви румунске националности.